# Заренок, Татьяна Филипповна
Татьяна Филипповна Заренок (25 декабря 1917, Василевичи, Минская губерния — 18 ноября 2007) — советская белорусская театральная актриса, Заслуженная артистка Белорусской ССР (1955), Народная артистка Белорусской ССР (1967).

## Биография
Родилась 25 декабря 1917 года в городе Василевичи Минской губернии, ныне Речицкого района Гомельской области Белоруссии.
В 1930 году она училась на театральных курсах в Минске, где её преподавателем был Евстигней Мирович. В 1931 году была отправлена в Витебск, окончила там в 1933 году театральную студию. Работала до 1951 года в Белорусском театре имени Якуба Коласа (ныне Национальный академический драматический театр имени Якуба Коласа). Одной из лучших работ актрисы в этот период была роль Павлины Бохан в спектакле «Поют жаворонки» Кондрата Крапивы.
Во время Великой Отечественной войны актриса вместе с театром находилась в эвакуации в Уральске Казахской ССР, затем в — городе Орехово-Зуево Московской области. В войну работала в тылу и выезжала с концертными бригадами на передовую. В октябре 1944 года театр вернулся в Витебск.
В 1952 году Татьяна Филипповна Заренок поступила в труппу Брестского драматического театра (ныне Брестский академический театр драмы), где плодотворно работала до выхода на пенсию в 1974 году.
Умерла 18 ноября 2007 года.
Была замужем за белорусским театральным деятелем — Леонидом Павловичем Волчецким. Их дочь Тамара Волчецкая также стала актрисой и работала в Брестском театре.

## Творчество
Т. Ф. Заренок — исполнительница острохарактерных и комедийных, лирико-драматических ролей. Созданные ею образы отличались глубокой насыщенностью, правдоподобием и типизацией женских характеров. В числе лучших ролей в классическом и советском репертуаре:
- Фаншетта («Женитьба Фигаро» П. Бомарше),
- Мартина («Лекарь поневоле» Мольера),
- Белотелова, Варвара («Женитьба Бальзаминова», «Гроза» А. Островского),
- Наташа («На дне» М. Горького),
- Ольга («Три сестры» А. Чехова),
- Дунька («Любовь Яровая» К. Тренева),
- Н. К. Крупская («Финал» П. Строгова, «День тишины» М. Шатрова, «Брестский мир» К. Губаревича).

## Заслуги
- В 1955 году была удостоена звания заслуженного артиста Белорусской ССР,
- В 1967 году ей было присвоено звание народного артиста Белорусской ССР.
- Была награждена Почётной грамотой Верховного Совета БССР (1955, 1967), а также медалями.